# Eleccions legislatives noruegues de 1930
Les eleccions legislatives noruegues de 1930 se celebraren per a renovar els 150 membres del Storting, el parlament de Noruega. Els més votats foren els laboristes noruecs i però es formà un govern de coalició de dretes dirigit pel cap dels liberals Johan Ludwig Mowinckel, qui detingué el càrrec de primer ministre de Noruega.

## Resultats
|         |                                                         |         |       |          |        |
| Partits | Partits                                                 | Vots    | Vots  | Escons   | Escons |
| Partits | Partits                                                 | #       | %     | #        | ±      |
|         | Partit Laborista Noruec (Det norske Arbeiderparti)      | 374,854 | 31.37 | 47 / 150 | 12     |
|         | Partit Conservador (Høyre)                              | 327,731 | 27.43 | 39 / 150 | 10     |
|         | Partit d'Esquerra Liberal (Frisindede Venstre) coalició | 327,731 | 27.43 | 2 / 150  | 3      |
|         | Partit Liberal (Venstre)                                | 241,355 | 20.20 | 33 / 150 | 3      |
|         | Partit dels Agricultors (Bondepartiet)                  | 190,220 | 15.92 | 25 / 150 | 1      |
|         | Partit d'Esquerra Liberal (Frisindede Venstre) solitari | 31,003  | 2.59  | 5 / 150  | 3      |
|         | Partit Comunista (Norges Kommunistiske Parti)           | 20,351  | 1.70  | 0 / 150  | 3      |
|         | Partit Popular Radical (Det Radikale Folkeparti)        | 9,228   | 0.77  | 1 / 150  | =      |
|         | Total                                                   | 100%    | 100%  | 150      | 150    |